# Cozes
Cozes (prononcé [kɔz]) est une commune du Sud-Ouest de la France, située dans le département de la Charente-Maritime (région Nouvelle-Aquitaine). Ses habitants sont appelés les Cozillons et les Cozillonnes.
Cette petite ville du Royannais est un pôle d'activités commerciales et artisanales, jouant comme nombre de cités voisines (Gémozac, Saujon, Meschers) un rôle de relais entre les principales agglomérations de la région (Royan, Saintes, Pons). Groupée autour d'une église des XIIe et XIIIe siècles et de halles parfaitement conservées, elle joue de plus en plus la carte du tourisme, secteur favorisé par la proximité des stations balnéaires de la côte de Beauté et par un environnement préservé qui lui vaut d'être classée station verte depuis 2015. Elle accueille chaque année différentes manifestations culturelles, dont le festival Plein Sud, consacré aux cultures d'Afrique.
Intégrée à l'aire d'attraction de Royan par l'Insee en 2020, la commune appartient à la communauté d'agglomération Royan Atlantique, structure intercommunale regroupant 81 896 habitants (2014).

## Géographie

### Présentation
La commune de Cozes est située dans la partie sud-ouest du département de la Charente-Maritime, dans l'ancienne province de Saintonge. Appartenant au midi atlantique, elle peut être rattachée à deux grands ensembles géographiques, le Grand Ouest français et le Grand Sud-Ouest français. Longtemps chef-lieu du canton de Cozes, dans l'arrondissement de Saintes, elle est désormais intégrée au canton de Saintonge Estuaire, et doit une bonne part de son développement à sa position de carrefour, étant à l'intersection de plusieurs axes de communication.
La ville est à 9,7 kilomètres de Meschers-sur-Gironde, 11,7 kilomètres de Mortagne-sur-Gironde, 12,2 kilomètres de Saujon et de Gémozac, 13,3 kilomètres de Saint-Georges-de-Didonne, 14,2 kilomètres de Royan, 22,1 kilomètres de Pons, 23,6 kilomètres de Saintes, 41,2 kilomètres de Rochefort, 68,8 kilomètres de la préfecture départementale, La Rochelle, et 84,7 kilomètres de la grande métropole et préfecture régionale, Bordeaux.
Le territoire communal est composé essentiellement d'un plateau crétacé (calcaires marneux ou détritiques, étages santonien et campanien), recouvert de formations superficielles dans sa partie orientale. Les champagnes consacrées à la culture des céréales et des oléagineux (blé, maïs, tournesol) se prolongent au sud par une succession de collines plus ou moins accentuées, entrecoupées de combes (combe à Mouchet, combe à Bedaud) et portant souvent des vignes, dont le produit donne cognac et pineau (Cozes est située dans les bons bois) ainsi que des vins de pays charentais. Les espaces agricoles couvrent une superficie importante de la commune (84 %), le reste étant couvert de forêts ou constitué d'espaces artificialisés (6 %).
Le taux de boisement de la commune est de 9 %, les principaux massifs, de taille modeste, étant situés principalement dans sa partie orientale. Les principaux sont le bois vert et le bois de la Bruelle (entre Théon et La Bruelle), le bois de Caille et le bois des Landes (entre Les Généraux et Les Maréchaux), le bois des fées (entre Chez Durand et Chez Jean-Grand), le bois d'Hugé et des Mesnards (entre Les Mesnards et Chez Frétard). Seule une faible partie de la forêt de Chez Motay appartient à la commune, tandis que la forêt de Cozes, en dépit de son nom, est située en dehors des limites communales.
La commune est une des étapes d'un sentier de grande randonnée balisé, le GR 360.

### Voies de communication et transports
La commune est traversée par plusieurs voies de communication importantes. La D 730 appartient au réseau des routes départementales de première catégorie (fréquentation importante : plus de 3 000 véhicules par jour). Cet axe majeur, dit « route de Bordeaux », irrigue toute la partie méridionale du département, jusqu'à La Roche-Chalais, en Dordogne. C'est également la principale voie de communication (hors autoroute) pour rejoindre Mirambeau, Blaye et Bordeaux. La D 730 forme une voie de contournement, évitant aux véhicules de passer par le centre-ville. Elle est une source potentielle de nuisances sonores, répertoriée comme tel par les services de la DDE (classée en catégorie 3 sur une échelle de 5). Au total, six kilomètres de routes (soit environ 3 % du territoire communal) sont considérés comme présentant de tels inconvénients.
Au sud-est du centre-ville, un giratoire a été aménagé, laissant le choix entre la poursuite sur la D 730 (direction Mirambeau, Blaye et Bordeaux) et l'engagement sur la D 732 (direction Gémozac, Pons, et au-delà, Cognac).
Traversant la commune selon un axe nord-est/sud-ouest, la D 114 constitue un axe de moindre importance, reliant Saintes au village touristique de Talmont-sur-Gironde (via Rétaud, Thaims et Arces). Venant se greffer sur la D 114 en centre-ville, la D 17 permet de relier Cozes à Saujon par Grézac. Un parc d'activité est en cours d'aménagement en bordure de cet axe. Enfin, deux autres routes départementales désenclavent les hameaux du sud de la commune : Conteneuil (D 244e2), Javrezac et La Bruelle (D 245), se prolongeant respectivement vers Arces et Épargnes.
Les transports urbains de l'agglomération royannaise (Cara'Bus) desservent la commune, permettant de rejoindre le centre-ville de Royan et les villes et villages de la communauté d'agglomération. Il en est de même de la compagnie de transports départementaux Les Mouettes, dont le réseau s'étend à une grande partie de la Charente-Maritime.
Les aéroports les plus proches sont situés à Rochefort, La Rochelle et Bordeaux.
La commune est reliée aux principales villes et villages de l'agglomération royannaise par un réseau de transports urbains baptisé Cara'Bus. Cozes est le terminus des lignes de bus no 24 (Royan-Cozes) et no 41 (Ronce-les-Bains-Cozes). Deux stations sont aménagées sur la commune, Cozes-Centre commercial et Cozes-Ancienne gare. Des arrêts à la demande sont également possibles.

### Communes limitrophes
|          | Grézac   |                      |
| Semussac | Cozes    | Saint-André-de-Lidon |
| Arces    | Épargnes |                      |

### Climat
Le climat dont bénéficie la Charente-Maritime est un climat océanique tempéré de type aquitain, marqué par un ensoleillement moyen assez important : avec 2 250 heures par an, il est comparable à celui que connaît une partie de la côte méditerranéenne. La pluviosité y est modérée, les précipitations ne dépassant pas 1 200 mm par an. Les températures, quant à elles, varient en moyenne de +5 °C en hiver à +20 °C en été.
Les îles et l'ensemble du littoral de la Charente-Maritime se caractérisent par un climat particulièrement doux en hiver, et rafraîchissant l'été, grâce aux influences océaniques perpétuellement en mouvement (brise marine). Ces conditions climatiques favorables, toujours soumises aux influences de l'océan Atlantique, ont favorisé un véritable microclimat de type sub-aquitain et l'existence d'une végétation déjà méridionale. Ainsi la flore se caractérise-t-elle par la présence étonnante de lauriers-roses, eucalyptus, agaves, et même les mimosas se mettent à fleurir dès le mois de janvier.

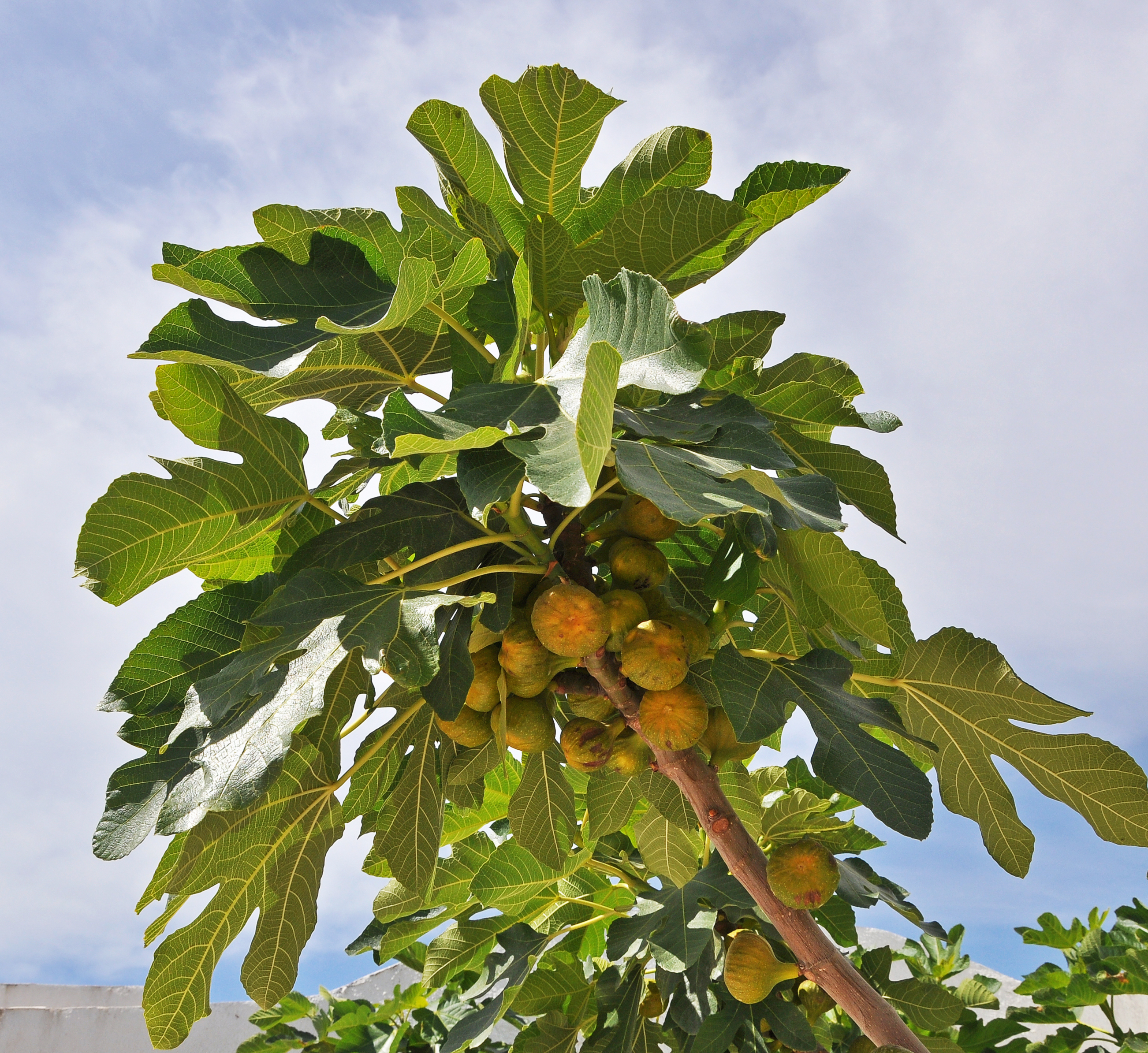
Le figuier pousse spontanément dans les terrains calcaires de la région.

Aux essences déjà méridionales du chêne vert (ou yeuse) et du cyste, s'ajoutent une forte présence de palmiers, figuiers, orangers et même oliviers. Il existe toutefois un contraste entre le littoral, assez sec et ensoleillé et l'intérieur des terres, davantage pluvieux. La pluviométrie passe ainsi de 750 mm sur le littoral à 950 mm en Haute-Saintonge.
Les relevés de la station météorologique de La Rochelle entre 1946 et 2000 permettent de déterminer quelques dates majeures au point de vue climatique en Charente-Maritime : ainsi, au cours de ce laps de temps, la température la plus froide est relevée le 15 février 1956 : −13,6 °C. 
Un pic de température (dépassé seulement au cours de la canicule de 2003) est atteint le 8 juillet 1982 avec près de 39 °C à l'ombre. 
Si 1953 est considérée comme l'année la plus sèche, 2000 est au contraire la plus pluvieuse.
La Charente-Maritime est le département français qui a été le plus durement touché par la tempête Martin du 27 décembre 1999. Les records nationaux de vents enregistrés ont été atteints avec 198 km/h sur l'île d'Oléron et 194 km/h à Royan.
Dans la nuit du 23 au 24 janvier 2009, la région est frappée par la tempête Klaus. Malgré des rafales de vent dépassant les 120 km/h, les dégâts relevés dans la commune demeurent relativement minimes au regard de la situation dans le Médoc tout proche.
Les côtes charentaises et vendéennes sont de nouveau durement éprouvées par la tempête Xynthia qui traverse la région dans la nuit du 28 février au 1er mars 2010. Des bourrasques de près de 140 km/h touchent la ville voisine de Royan. En dépit de violentes bourrasques, peu de dégâts sont à déplorer.

#### Données générales
| Mois                              | jan. | fév. | mars | avril | mai  | juin | jui. | août | sep. | oct. | nov. | déc. | année |
| --------------------------------- | ---- | ---- | ---- | ----- | ---- | ---- | ---- | ---- | ---- | ---- | ---- | ---- | ----- |
| Température minimale moyenne (°C) | 3,4  | 2,8  | 5,4  | 7,4   | 10,7 | 13,7 | 15,8 | 15,7 | 13,7 | 10,5 | 6,3  | 3,9  | 9,2   |
| Température moyenne (°C)          | 5,9  | 6,9  | 8,7  | 11,1  | 14,3 | 17,5 | 19,8 | 19,6 | 17,8 | 14,2 | 9,4  | 6,6  | 12,7  |
| Température maximale moyenne (°C) | 8,5  | 9,9  | 12,1 | 14,7  | 17,9 | 21,3 | 23,8 | 23,5 | 21,8 | 18   | 12,6 | 9,2  | 16,1  |
| Ensoleillement (h)                | 84   | 111  | 174  | 212   | 239  | 272  | 305  | 277  | 218  | 167  | 107  | 85   | 2 250 |
| Précipitations (mm)               | 82,5 | 66,1 | 57   | 52,7  | 61,1 | 42,9 | 35,1 | 46,4 | 56,5 | 81,6 | 91,8 | 81,8 | 755,3 |

| Ville             | Ensoleillement · (h/an) | Pluie · (mm/an) | Neige · (j/an) | Orage · (j/an) | Brouillard · (j/an) |
| ----------------- | ----------------------- | --------------- | -------------- | -------------- | ------------------- |
| Médiane nationale | 1 852                   | 835             | 16             | 25             | 50                  |
| Cozes             | 2250                    | 755             | 4              | 13             | 26                  |
| Paris             | 1 717                   | 634             | 13             | 20             | 26                  |
| Nice              | 2 760                   | 791             | 1              | 28             | 2                   |
| Strasbourg        | 1 747                   | 636             | 26             | 28             | 69                  |
| Brest             | 1 555                   | 1 230           | 6              | 12             | 78                  |
| Bordeaux          | 2 070                   | 987             | 3              | 32             | 78                  |

## Urbanisme

### Typologie
Au 1er janvier 2024, Cozes est catégorisée bourg rural, selon la nouvelle grille communale de densité à 7 niveaux définie par l'Insee en 2022.
Elle est située hors unité urbaine. Par ailleurs la commune fait partie de l'aire d'attraction de Royan, dont elle est une commune de la couronne,. Cette aire, qui regroupe 26 communes, est catégorisée dans les aires de 50 000 à moins de 200 000 habitants,.

### Occupation des sols
L'occupation des sols de la commune, telle qu'elle ressort de la base de données européenne d’occupation biophysique des sols Corine Land Cover (CLC), est marquée par l'importance des territoires agricoles (82,1 % en 2018), en diminution par rapport à 1990 (84,3 %). La répartition détaillée en 2018 est la suivante : 
terres arables (54,9 %), zones agricoles hétérogènes (13,7 %), cultures permanentes (13,5 %), forêts (9,4 %), zones urbanisées (8,6 %). L'évolution de l’occupation des sols de la commune et de ses infrastructures peut être observée sur les différentes représentations cartographiques du territoire : la carte de Cassini (XVIIIe siècle), la carte d'état-major (1820-1866) et les cartes ou photos aériennes de l'IGN pour la période actuelle (1950 à aujourd'hui).

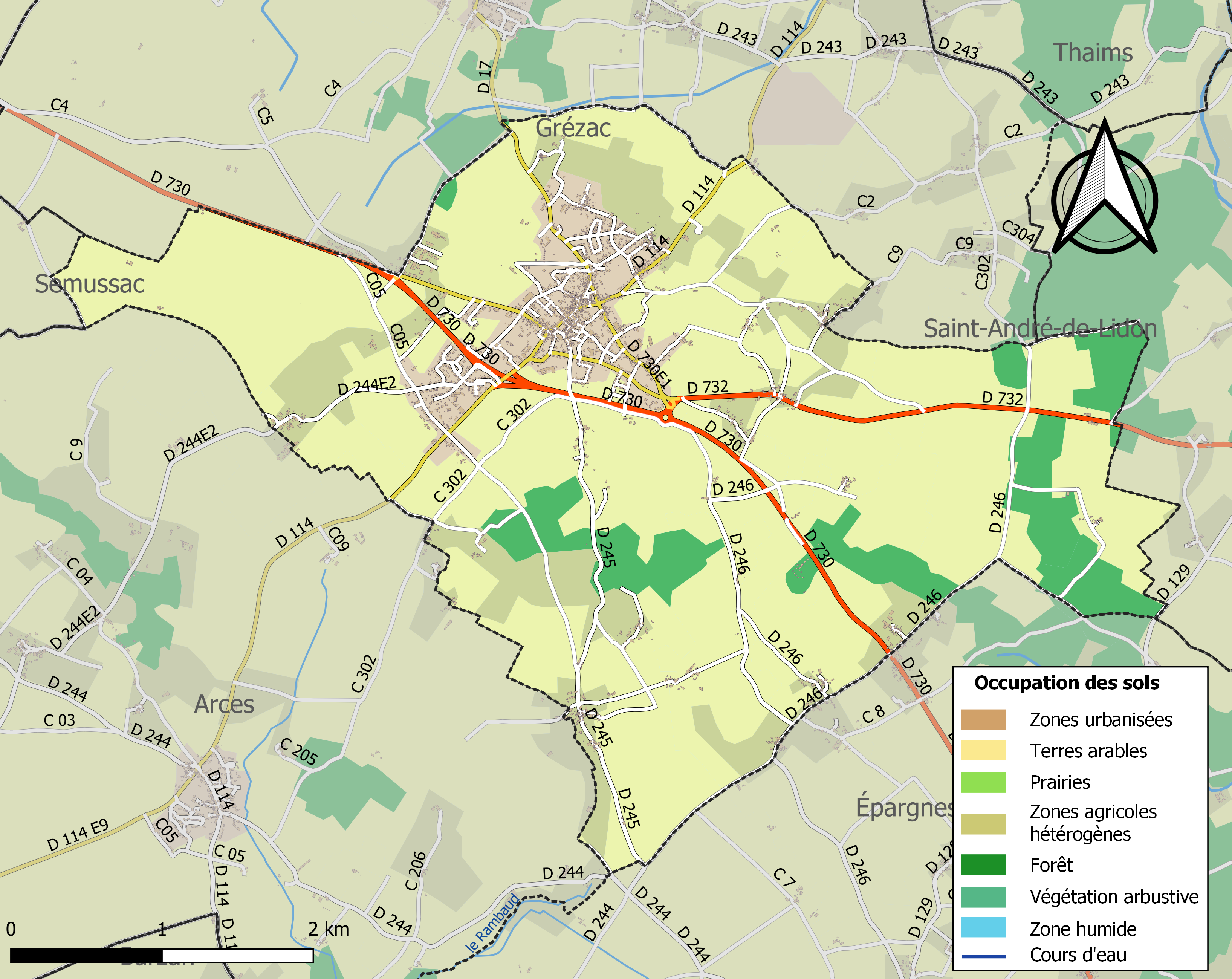
Carte des infrastructures et de l'occupation des sols de la commune en 2018 (CLC).

### Risques majeurs
Le territoire de la commune de Cozes est vulnérable à différents aléas naturels : météorologiques (tempête, orage, neige, grand froid, canicule ou sécheresse), inondations, mouvements de terrains et séisme (sismicité faible). Il est également exposé à un risque technologique, le transport de matières dangereuses. Un site publié par le BRGM permet d'évaluer simplement et rapidement les risques d'un bien localisé soit par son adresse soit par le numéro de sa parcelle.

#### Risques naturels
Certaines parties du territoire communal sont susceptibles d’être affectées par le risque d’inondation par débordement de cours d'eau, notamment la Laurençanne et le ruisseau des Hauts Ponts. La commune a été reconnue en état de catastrophe naturelle au titre des dommages causés par les inondations et coulées de boue survenues en 1982, 1988, 1993, 1999 et 2010,.

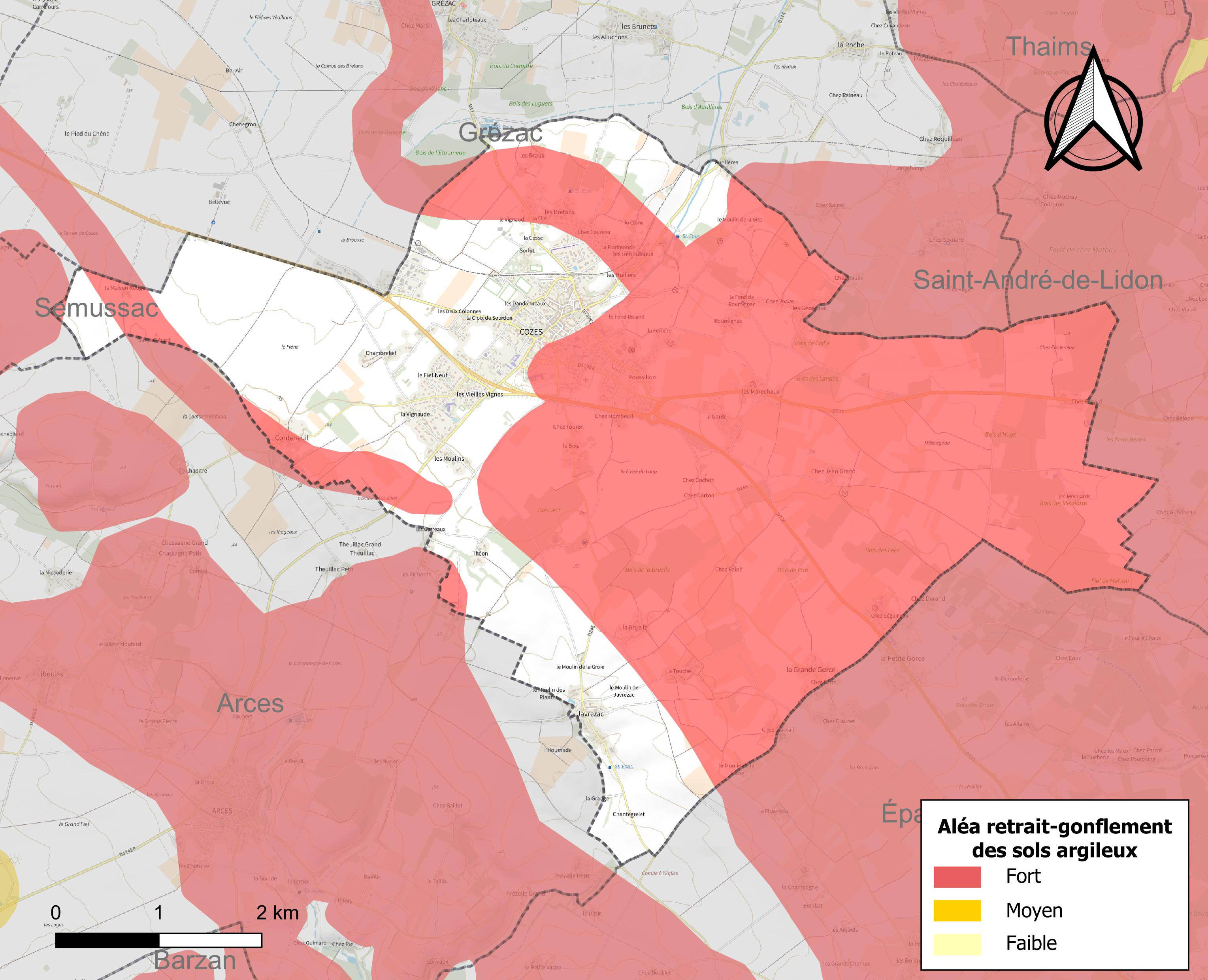
Carte des zones d'aléa retrait-gonflement des sols argileux de Cozes.

Les mouvements de terrains susceptibles de se produire sur la commune sont des tassements différentiels.
Le retrait-gonflement des sols argileux est susceptible d'engendrer des dommages importants aux bâtiments en cas d’alternance de périodes de sécheresse et de pluie. 65,7 % de la superficie communale est en aléa moyen ou fort (54,2 % au niveau départemental et 48,5 % au niveau national). Sur les 1 132 bâtiments dénombrés sur la commune en 2019, 543 sont en aléa moyen ou fort, soit 48 %, à comparer aux 57 % au niveau départemental et 54 % au niveau national. Une cartographie de l'exposition du territoire national au retrait gonflement des sols argileux est disponible sur le site du BRGM,.
Par ailleurs, afin de mieux appréhender le risque d’affaissement de terrain, l'inventaire national des cavités souterraines permet de localiser celles situées sur la commune.
Concernant les mouvements de terrains, la commune a été reconnue en état de catastrophe naturelle au titre des dommages causés par la sécheresse en 2005 et 2009 et par des mouvements de terrain en 1999 et 2010.

#### Risques technologiques
Le risque de transport de matières dangereuses sur la commune est lié à sa traversée par une ou des infrastructures routières ou ferroviaires importantes ou la présence d'une canalisation de transport d'hydrocarbures. Un accident se produisant sur de telles infrastructures est susceptible d’avoir des effets graves sur les biens, les personnes ou l'environnement, selon la nature du matériau transporté. Des dispositions d’urbanisme peuvent être préconisées en conséquence.

## Toponymie
Le nom de Cozes serait dérivé de l'anthroponyme gallo-romain Cottius, du gaulois cottos « vieux ».

## Histoire

### Les origines
Plusieurs découvertes attestent d'une occupation humaine dès la Préhistoire : polissoir néolithique à Saint-Cybard, nécropole protohistorique à Chantegrelet (non loin du hameau de Javrezac), ou encore restes de fortifications peu-richardiennes au lieu-dit La maison rouge (camp avec fossés et portes à chicanes).
L'habitat se développe durant la période gallo-romaine : pas moins d'une dizaine de villæ a été repérée, répartie sur la totalité du territoire communal. La toponymie permet d'en situer quelques-unes : des noms comme Javrezac ou Roumignac étant construits à partir du suffixe de possession -acum, couplé à un anthroponyme (le nom de leur propriétaire, en général). Une voie romaine passe à proximité du bourg actuel : reliant Mediolanum Santonum (Saintes) au site du Fâ (probable Novioregum), elle est un axe majeur entre le port girondin et la capitale des Santons.
Au Moyen Âge, Cozes est une étape située à la jonction de deux chemins secondaires de Saint-Jacques-de-Compostelle. Venus de Trizay, de Saint-Jean-d'Angle, de Sablonceaux et de Grézac, ou descendant de Saintes par Thaims, les pèlerins transitent par le village avant de poursuivre vers Arces et Talmont, d'où ils embarquent pour Soulac. C'est aussi un marché agricole dynamique, qui se dote de vastes halles au XIVe siècle. La paroisse compte alors deux foires annuelles, ce nombre étant doublé en 1491 par lettres patentes du roi Charles VIII.

### Le temps des troubles
En 1548, Cozes est de ces paroisses qui se soulèvent contre l'introduction de la Gabelle et les abus qu'elle suscite, au cours d'une révolte connue sous le nom de Jacquerie des Pitauds. La répression, menée par le connétable Anne de Montmorency, est féroce. « Il faut, dit-il, pour rétablir l'obéissance dans les contrées révoltées, exterminer jusqu'au dernier de leurs habitants pour les repeupler de nouvelles familles ». De façon symbolique, ordre est donné de descendre les cloches de l'église, coupables d'avoir sonné la révolte. Elles sont conduites au château de Royan, où sont entreposées celles de presque tout le pays d'Arvert, Royan compris. Néanmoins, en 1549, le roi Henri II décrète une amnistie générale et l'abolition de la gabelle en Saintonge (devenant ainsi pays rédimé).
La Réforme protestante s'implante très tôt en Saintonge, où alternent périodes de tolérance et de persécutions. La paroisse est relativement épargnée par les destructions des Guerres de religion, malgré le saccage du logis de Sorlut. La promulgation de l'édit de Nantes permet à la communauté protestante de se relever, mais la trêve est de courte durée. Une partie de la paroisse dépend en effet directement de la seigneurie de Théon, dont la châtelaine, Joachine du Breuil, fille de Gilles du Breuil, est une farouche ennemie des Calvinistes, auxquels elle impute la mort de son frère lors du siège de Royan (1622). Partout où elle le peut, elle fait arrêter les Protestants, dont les biens sont systématiquement confisqués. Nombre d'entre eux sont condamnés à être roués vifs ou bien pendus, à titre d'exemple. Seule une vibrante supplique des habitants, adressée à Mme de La Trémoille, suzeraine de la dame de Théon, met un terme aux exactions.

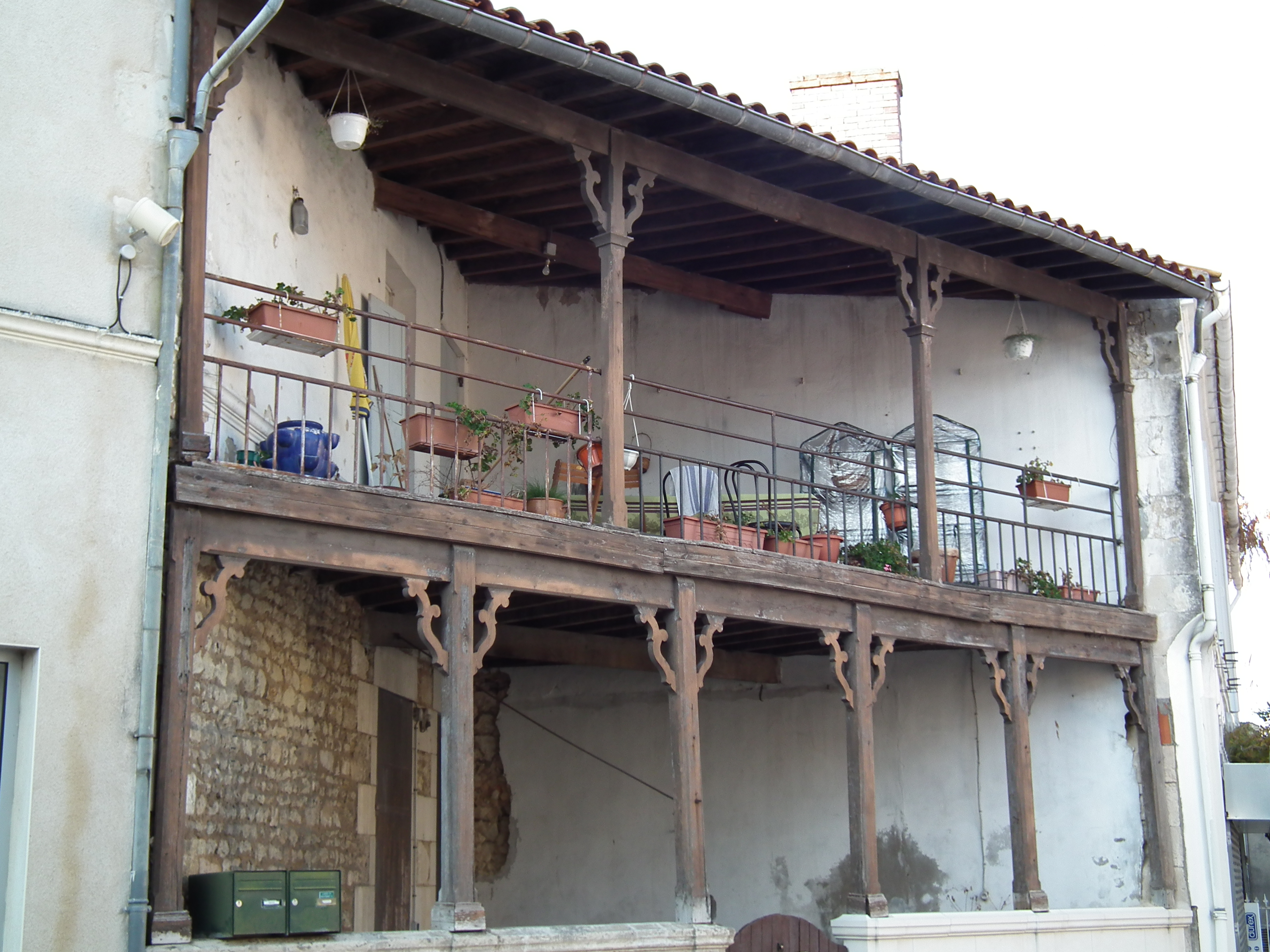
Le centre-ville — repensé au XIX — conserve quelques rares maisons anciennes, comme ici, sur la Grand'Rue.

La révocation de l'édit de Nantes (édit de Fontainebleau) en 1685 est un nouveau coup dur pour les fidèles de la « religion prétendue réformée » (RPR), désormais menacés par les « dragonnades » et obligés de célébrer leur culte dans des « maisons d'oraison » ou en pleine nature. C'est le temps de « L'Église du Désert ». Le pasteur Forestier, qui prend ses fonctions en 1682, en fait les frais : arrêté promptement, il est conduit à la prison de Saintes, tout comme Jacques Fontaine, autre ministre protestant. Le temple, qui avait été édifié en 1560, est détruit sur décision de justice. Un second temple sera édifié dans la seconde moitié du XVIIIe siècle, à l'écart du bourg.
La réorganisation territoriale de 1790 fait de Cozes un chef-lieu de canton du district de Saintes (de l'arrondissement de Saintes ensuite). Les anciennes divisions féodales sont abolies. La commune nouvellement créée (environ 600 habitants) est alors un important centre commerçant, vivant au rythme de ses foires (douze foires annuelles) et de ses marchés.
En 1814, les armées anglaises envahissent la France, bien décidées à mettre fin au règne de Napoléon Ier. Elles sont arrêtées dans leur marche à Cozes, lorsqu'est connue l'abdication de l'empereur, le 6 avril.

### Un nouveau cadre urbain

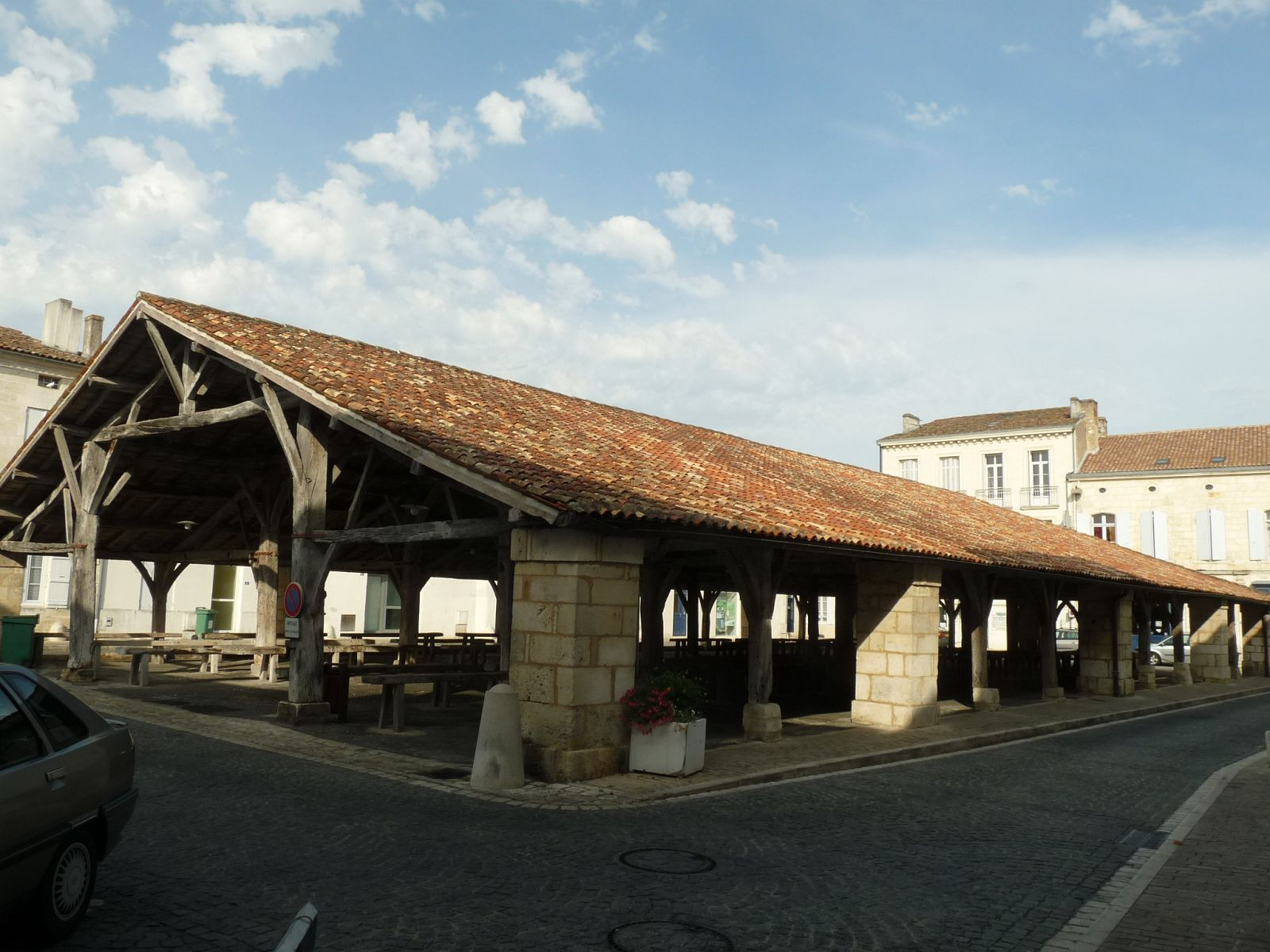
Les halles de Cozes (reconstruites au XVIII) témoignent d'un centre artisanal et agricole prospère.

Le XIXe siècle est marqué par une volonté de rénovation urbaine qui se traduit par la construction d'un nouveau temple en centre-bourg (décision prise par les diacres en 1817, inauguration en 1821), par l'aménagement de la place de l'église, la création d'un jardin public ou encore la création d'une gare de chemins de fer. La décision de déplacer le cimetière communal, jusqu'alors situé autour de l'église, est prise en 1850, mais les corps ne sont effectivement déplacés que durant l'hiver 1862-1863. L'espace ainsi libéré devient une place publique, plantée d'arbres.

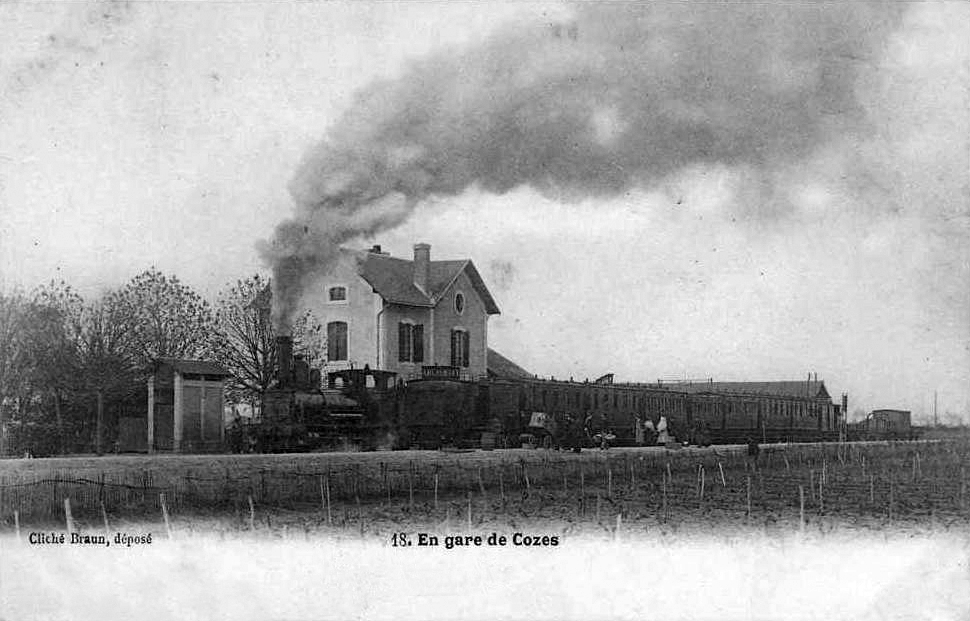
Gare de Cozes vers 1900.

En 1866 la municipalité rachète le jardin Pillet ainsi que les immeubles Guillon. Le jardin Pillet devient jardin public : on y trouvait à l'origine arbres fruitiers, pieds de vignes et jardin potager. La tempête du 20 février 1879 cause d'importants dégâts, renversant des arbres qui sont vendus, permettant la réfection du jardin. Entre 1873 et 1875, la création de la ligne de chemin de fer Pons-Royan, rend nécessaire la construction d'une gare à Cozes. Deux voies sont mises en place pour y accéder en 1874, le boulevard de la Gare et le boulevard des Dandonneaux. Face à la gare, sur un terrain privé, un particulier édifie en 1886 une stèle en mémoire de Louis Gabriel Pillet, officier à bord du navire le Vengeur du Peuple, qui fut coulé en 1794 au cours d'un mémorable combat naval : la bataille du 13 prairial an II (de nombreux marins étaient originaires de Charente-Inférieure, dont quelques-uns du canton de Cozes).
La modernisation du bourg se poursuit au XXe siècle avec l'arrivée de l'électricité et de l'éclairage public en 1909. Une nouvelle école publique voit le jour quelques années plus tôt (1906) à proximité du jardin public (une école confessionnelle moderne existait déjà depuis 1880). Comme presque toutes les communes de France, Cozes se dote d'un monument aux morts quelques années après la fin de la Première Guerre mondiale. Inauguré le 11 novembre 1923, il est alors situé à l'emplacement actuel de la poste. Il est déplacé en 1946 sur une place nommée à l'époque « Petit champ de foire » ou « Champ de foire d'hiver ».

### Des épreuves au renouveau
Le 23 juin 1940, un détachement de la 44e division de la Wehrmacht traverse le bourg, marquant le début d'une occupation appelée à durer presque cinq ans. En 1944, après le débarquement de Normandie, et le débarquement de Provence, la pression des FFI se fait de plus en plus intense, de nombreuses villes du département étant libérées en quelques semaines, pendant l'été (Jonzac, Saintes, Rochefort). Le 4 septembre, jour de la libération de Saintes, les Allemands font sauter la poste de Cozes. Dans le même temps, ils constituent un vaste ensemble défensif, dit « poche de Royan » dont la limite sud est une ligne Saujon-Cozes-Meschers.
Le 18 septembre 1944, Cozes est libéré lors de la progression vers Royan de différents groupes FFI coordonnés par le colonel Henri Adeline. Ce sont les FFI de Dordogne du lieutenant-colonel Georges Moressée, alias Z, qui prennent la ville.
La grande offensive alliée vers le camp retranché de Royan intervient au mois d'avril 1945 (Opération Vénérable). Le 13, les troupes du colonel Adeline passent par Cozes, Talmont, Meschers et viennent faire leur jonction avec celles du colonel Granger dans les faubourgs de Royan (La Triloterie). La poche de Royan vit ses dernières heures.
En 1946, la municipalité achète un terrain afin de bâtir une nouvelle poste. Le nouveau bâtiment est inauguré en 1950. Deux ans plus tard, la commune se dote de bains-douches, transformés en syndicat d'initiative en 1982, puis en appartements en 2007.
De nos jours, Cozes reste un centre commercial, artisanal et agricole. L'urbanisation de la commune est en plein développement, et se traduit par l'agrandissement de zones commerciales et artisanales et la mise en place de nouveaux lotissements.

## Politique et administration

### Tendances politiques et résultats
L'analyse des résultats de l'élection présidentielle de 2007 montre une nette poussée de l'électorat de droite, tant au premier qu'au second tour du scrutin. Le candidat de l'UMP Nicolas Sarkozy, avec 37,08 % au premier tour, obtient ainsi une confortable avance sur son adversaire socialiste Ségolène Royal (20,06 %). Le candidat du MoDem François Bayrou arrive en troisième position (13,96 %), devançant de peu le candidat du Front national Jean-Marie Le Pen (12,84 %). Au second tour, Nicolas Sarkozy conserve et consolide son avantage, obtenant 61,66 % des suffrages, soit une avance de plus de 23 % (314 voix) sur Ségolène Royal, forte de 38,34 % des suffrages. Le taux d'abstention du premier tour (14,38 %) et celui du second tour (12,96 %) sont nettement inférieurs aux moyennes nationales (16,23 % et 16,03 %).

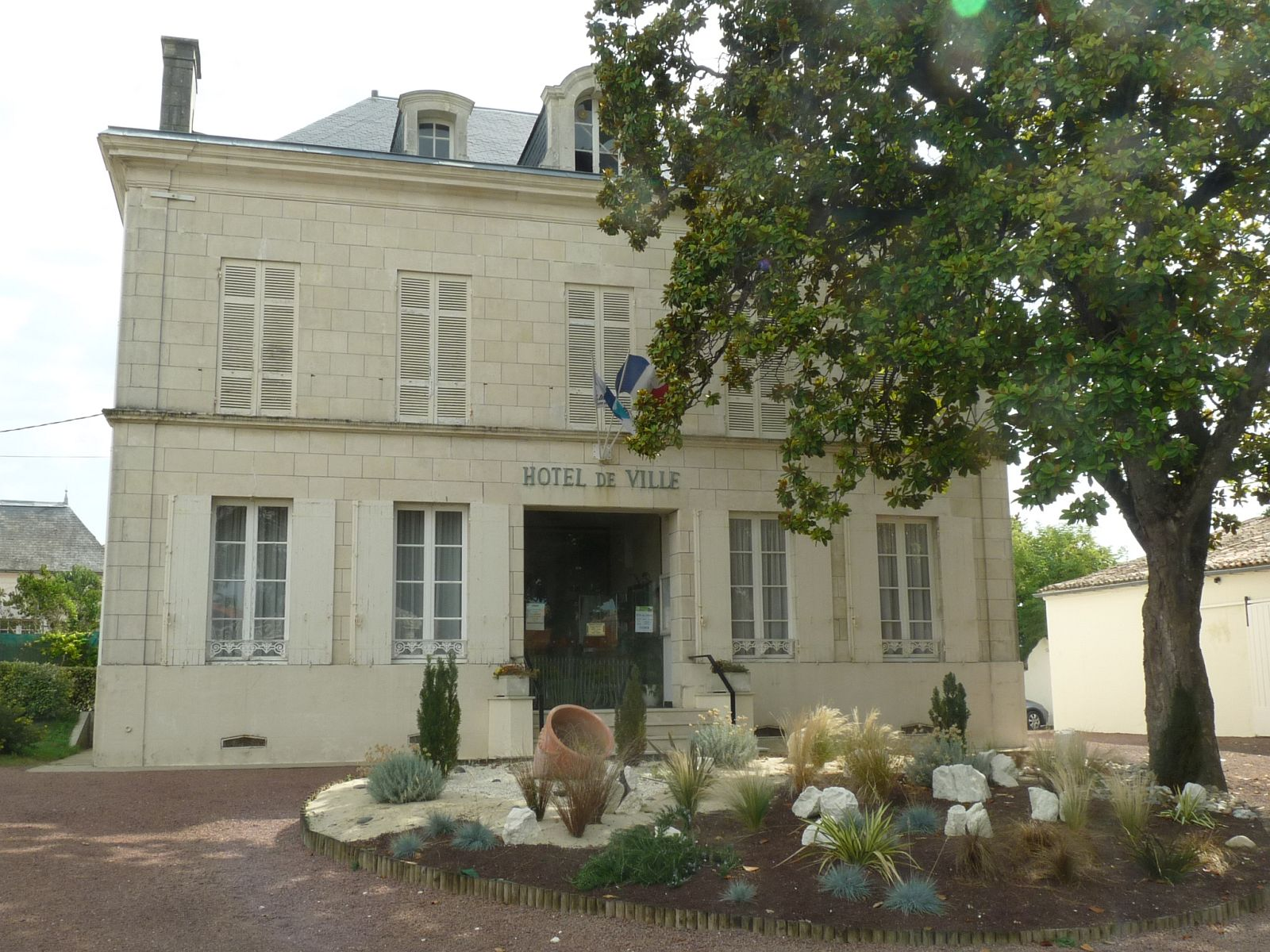
L'hôtel de ville de Cozes.

Cette prédominance de la droite se confirme également au cours des élections législatives qui suivent, Dominique Bussereau conservant son siège de député de la quatrième circonscription de la Charente-Maritime, obtenant 58,08 % des voix dans la commune; un score cependant inférieur de presque 8 % à celui réalisé lors des précédentes législatives de 2002 (66,31 % dans la commune). Le taux d'abstention atteint 36,10 % en 2007, chiffre inférieur aux estimations nationales du premier tour (39,58 %).
Les élections régionales de 2010 ne dérogent pas à la règle, et voient la victoire de la liste UMP conduite par Dominique Bussereau (55,50 % des suffrages, soit 439 voix) sur la liste PS de Ségolène Royal (44,50 %, soit 352 voix). Les résultats au niveau régional donnent cependant Ségolène Royal vainqueur (60,61 % contre 39,39 % pour Dominique Bussereau), cette dernière étant reconduite à la tête de la région Poitou-Charentes.
Ces résultats favorables à la droite s'inscrivent dans le prolongement des élections régionales de 2004, la liste conduite par Élizabeth Morin (UMP) ayant alors obtenu 45,62 %, courte avance sur son adversaire socialiste Ségolène Royal (40,38 %), qui avait cependant emporté la présidence de région. La liste FN de Jean-Romée Charbonneau se retrouvait en position d'arbitre, ayant obtenu 14 % des scrutins.

#### Résultats du second tour de l'élection présidentielle de 2007
élection présidentielle de 2007 : 61,66 % pour Nicolas Sarkozy (UMP), 38,34 % pour Ségolène Royal (PS). Participation : 87,04 %.

#### Résultats des élections législatives de 2007 et 2002
élections législatives de 2007 : 58,08 % pour Dominique Bussereau (UMP), 18,67 % pour Régine Joly (PS). Participation : 63,90 %.
élections législatives de 2002 : 66,31 % pour Dominique Bussereau (UMP), 33,69 % pour Philippe Callaud (PRG). Participation : 62,49 %

#### Résultats des élections régionales de 2010 et 2004
élections régionales de 2010 : 55,50 % pour Dominique Bussereau (UMP), 44,50 % pour Ségolène Royal (PS). Participation : 57,06 %.
élections régionales de 2004 : 45,62 % pour Élizabeth Morin (UMP), 40,38 % pour Ségolène Royal (PS), 14 % pour Jean-Romée Charbonneau (FN). Participation : 67,60 %.

### Administration municipale
De 1789 à 1799, en vertu de la loi du 14 décembre 1789, les agents municipaux (maires) sont élus au suffrage direct pour 2 ans et rééligibles, par les citoyens actifs de la commune âgés d'au moins 25 ans, contribuables payant une contribution au moins égale à 3 journées de travail dans la commune. Sont éligibles ceux qui paient un impôt équivalent au moins à dix journées de travail.
De 1799 à 1848, La constitution du 22 frimaire an VIII (13 décembre 1799) revient sur l’élection du maire, les maires sont nommés par le préfet pour les communes de moins de 5 000 habitants. La Restauration instaure la nomination des maires et des conseillers municipaux. Après les lois organiques 1831, les maires sont nommés (par le roi pour les communes de plus de 3 000 habitants, par le préfet pour les plus petites), mais les conseillers municipaux sont élus au suffrage censitaire pour six ans.
Du 3 juillet 1848 à 1851, les maires sont élus par le conseil municipal pour les communes de moins de 6 000 habitants.
De 1851 à 1871, les maires sont nommés par le préfet, pour les communes de moins de 3 000 habitants et pour 5 ans à partir de 1855. Après 1871, les maires sont de nouveau élus, sauf dans les chefs-lieux (de départements, d'arrondissements ou de cantons).
Ce n'est que le 28 mars 1882, qu'une loi sur l’organisation municipale (encore en vigueur) est votée, et qui régit le principe de l'élection du maire et des adjoints par le conseil municipal, quelle que soit l'importance de la commune (sauf pour Paris). La loi du 5 avril 1884 fixe le mandat à quatre ans, durée portée le 10 avril 1929 à six ans.
La commune ayant moins de 3 500 habitants l'élection des conseillers municipaux est au scrutin majoritaire plurinominal à deux tours, avec panachage :
- au premier tour, des candidats sont élus s'ils ont obtenu la majorité absolue et le vote d'au moins le quart des électeurs inscrits[59] ;
- au second tour, la majorité relative suffit. Les listes ne sont pas obligatoires. Les suffrages sont comptabilisés individuellement, et le panachage est autorisé.

De par sa taille, la commune dispose d'un conseil municipal de 18 membres (article L2121-2 du Code général des collectivités territoriales). Lors du scrutin de 2008 Daniel Hillaret est élu conseiller municipal au second tour puis nommé maire par celui-ci. Le taux de participation a été de 73,94 % au premier tour et de 52,44 % au second.

### Liste des maires
| Période                                  | Période  | Identité            | Étiquette | Qualité                              |
| ---------------------------------------- | -------- | ------------------- | --------- | ------------------------------------ |
| Les données manquantes sont à compléter. |          |                     |           |                                      |
| 1921                                     | 1923     | Jean-Marie Gourgues |           |                                      |
| 1923                                     | 1940     | Amédée Delaunay     | PRRRS     | Député, Conseiller général           |
| 1940                                     | 1944     | Pierre Feuilleteau  |           |                                      |
| 1944                                     | 1947     | Louis Clauzet       |           |                                      |
| 1947                                     | 1973     | André Lacaze        | DVD       | Député, conseiller Général           |
| 1973                                     | 2001     | Jean-Paul Berthelot | DVG       | Conseiller général                   |
| 2001                                     | 2008     | Nadine Rouïl        | DVG       |                                      |
| 2008                                     | En cours | Daniel Hillairet    | DVD       | Retraité - Ancien conseiller général |

### Région
À la suite de la réforme administrative de 2014 ramenant le nombre de régions de France métropolitaine de 22 à 13, la commune appartient depuis le 1er janvier 2016 à la région Nouvelle-Aquitaine, dont la capitale est Bordeaux. De 1972 au 31 décembre 2015, elle a appartenu à la région Poitou-Charentes, dont le chef-lieu était Poitiers.

### Canton
Cozes appartient au canton de Saintonge Estuaire, dont elle est la troisième ville la plus peuplée derrière Meschers-sur-Gironde et Gémozac. De 1790 à 2015, la commune a été le chef-lieu du canton de Cozes. Elle a désormais perdu cette qualité de chef-lieu au profit de Meschers-sur-Gironde.
Ce canton fait partie de l'arrondissement de Saintes.

### Intercommunalité
Cozes et l'ensemble de son canton font partie de la communauté d'agglomération Royan Atlantique, ainsi que du pays royannais.

### Fiscalité locale
| Taxe                                                | Part communale | Part intercommunale | Part départementale | Part régionale |
| --------------------------------------------------- | -------------- | ------------------- | ------------------- | -------------- |
| Taxe d'habitation (TH)                              | 9,12 %         | 0,00 %              | 6,75 %              | 0,00 %         |
| Taxe foncière sur les propriétés bâties (TFPB)      | 19,07 %        | 0,00 %              | 13,28 %             | 3,32 %         |
| Taxe foncière sur les propriétés non bâties (TFPNB) | 44,50 %        | 0,00 %              | 27,65 %             | 8,63 %         |
| Taxe professionnelle (TP)                           | 0,00 %         | 12,12 %             | 8,85 %              | 2,51 %         |

La part régionale de la taxe d'habitation n'est pas applicable.
La taxe professionnelle est remplacée en 2010 par la cotisation foncière des entreprises (CFE) portant sur la valeur locative des biens immobiliers et par la contribution sur la valeur ajoutée des entreprises (CVAE) (les deux formant la contribution économique territoriale (CET) qui est un impôt local instauré par la loi de finances pour 2010).

### Jumelages
Au 1er janvier 2011, Cozes n'est liée par aucun accord de jumelage.

## Population et société

### Démographie

#### Évolution démographique
L'évolution du nombre d'habitants est connue à travers les recensements de la population effectués dans la commune depuis 1793. Pour les communes de moins de 10 000 habitants, une enquête de recensement portant sur toute la population est réalisée tous les cinq ans, les populations de référence des années intermédiaires étant quant à elles estimées par interpolation ou extrapolation. Pour la commune, le premier recensement exhaustif entrant dans le cadre du nouveau dispositif a été réalisé en 2008.

En 2022, la commune comptait 2 223 habitants, en évolution de +4,07 % par rapport à 2016 (Charente-Maritime : +4,04 %, France hors Mayotte : +2,11 %).
| 1793  | 1800  | 1806  | 1821  | 1831  | 1836  | 1841  | 1846  | 1851  |
| ----- | ----- | ----- | ----- | ----- | ----- | ----- | ----- | ----- |
| 1 882 | 1 886 | 1 706 | 1 796 | 1 871 | 1 948 | 1 906 | 1 914 | 1 890 |

| 1856  | 1861  | 1866  | 1872  | 1876  | 1881  | 1886  | 1891  | 1896  |
| ----- | ----- | ----- | ----- | ----- | ----- | ----- | ----- | ----- |
| 1 889 | 1 885 | 1 898 | 1 828 | 1 850 | 1 837 | 1 758 | 1 688 | 1 600 |

| 1901  | 1906  | 1911  | 1921  | 1926  | 1931  | 1936  | 1946  | 1954  |
| ----- | ----- | ----- | ----- | ----- | ----- | ----- | ----- | ----- |
| 1 553 | 1 552 | 1 446 | 1 379 | 1 370 | 1 433 | 1 441 | 1 331 | 1 446 |

| 1962  | 1968  | 1975  | 1982  | 1990  | 1999  | 2006  | 2008  | 2013  |
| ----- | ----- | ----- | ----- | ----- | ----- | ----- | ----- | ----- |
| 1 579 | 1 653 | 1 697 | 1 746 | 1 730 | 1 830 | 1 915 | 1 936 | 2 067 |

| 2018  | 2022  | - | - | - | - | - | - | - |
| ----- | ----- | - | - | - | - | - | - | - |
| 2 147 | 2 223 | - | - | - | - | - | - | - |

#### Pyramide des âges
La population de la commune est relativement âgée.
En 2018, le taux de personnes d'un âge inférieur à 30 ans s'élève à 23,5 %, soit en dessous de la moyenne départementale (29 %). À l'inverse, le taux de personnes d'âge supérieur à 60 ans est de 44,4 % la même année, alors qu'il est de 34,9 % au niveau départemental.
En 2018, la commune comptait 996 hommes pour 1 151 femmes, soit un taux de 53,61 % de femmes, légèrement supérieur au taux départemental (52,15 %).
Les pyramides des âges de la commune et du département s'établissent comme suit.
| Hommes | Classe d’âge | Femmes |
| ------ | ------------ | ------ |
| 2,3    | 90 ou +      | 5,0    |
| 13,1   | 75-89 ans    | 15,7   |
| 26,1   | 60-74 ans    | 26,1   |
| 17,9   | 45-59 ans    | 17,7   |
| 15,8   | 30-44 ans    | 13,1   |
| 11,1   | 15-29 ans    | 9,0    |
| 13,8   | 0-14 ans     | 13,3   |

| Hommes | Classe d’âge | Femmes |
| ------ | ------------ | ------ |
| 1,1    | 90 ou +      | 2,6    |
| 10,1   | 75-89 ans    | 12,6   |
| 22     | 60-74 ans    | 23,2   |
| 20,1   | 45-59 ans    | 19,7   |
| 16,1   | 30-44 ans    | 15,6   |
| 15,2   | 15-29 ans    | 12,7   |
| 15,4   | 0-14 ans     | 13,6   |

### Enseignement
Cozes dépend de l'académie de Poitiers (zone A). La commune compte un groupe scolaire en centre-ville (école élémentaire Marcelle Nadaud), une école confessionnelle (école libre Notre-Dame de Nazareth) et un collège public (collège des vieilles vignes). Un collège privé (partie intégrante du groupe scolaire Notre-Dame de Nazareth) est également présent dans la commune.

#### Enseignement public

##### Groupe scolaire Marcelle Nadaud
Le groupe scolaire de Cozes est établi à l'emplacement des dépendances de l'ancienne mairie, face au jardin public. Le chantier, d'abord confié à l'architecte Eustase Rullier, passe après sa mort à Georges Naud, qui réadapte les plans de son prédécesseur. Les travaux débutent en 1903 et se terminent en 1905; néanmoins, des malfaçons obligent l'architecte à revoir certains points et l'école ouvre un an plus tard, en 1906. L'architecture du bâtiment est caractéristique des constructions de ce type sous la troisième république, avec son pavillon central à un étage, encadré de deux ailes destinées à l'origine aux garçons d'une part, aux filles d'autre part. Le 27 mai 2011, le groupe scolaire est baptisé « école élémentaire Marcelle Nadaud » en hommage à une ancienne institutrice de la commune, figure de la Résistance pendant la Seconde Guerre mondiale.
L'école maternelle compte trois classes (petite, moyenne et grande section). L'école élémentaire, quant à elle, compte six classes : CP (deux classes), CE1, CE1/CE2, CM1 et CM2, ainsi qu'une antenne du Rased, structure spécialisée adaptée aux élèves en difficulté et une aide spéciale pour les enfants atteints de handicap (A.S.E.H.). La commune bénéficie en outre de la présence d'une crèche/halte-garderie.

##### Collège des Vieilles Vignes
Le collège des vieilles vignes est un établissement d'enseignement secondaire public. Il voit le jour sous l'impulsion du conseil général de la Charente-Maritime en 1973, un an avant la viabilisation de lotissement du même nom. Jusqu'à cette date, les cours étaient dispensés dans des bâtiments éloignés les uns des autres, obligeant élèves et professeurs à se déplacer continuellement. Un mouvement de protestation regroupant parents d'élèves, professeurs et élus locaux conduit finalement à la construction du bâtiment actuel.
Le collège des vieilles vignes est un des rares collèges du département à ne pas porter le nom d'une personnalité, mais un nom évoquant sa situation à proximité des vignobles. Le site est, du reste, porteur d'un passé douloureux, puisque c'est à cet endroit que furent installés les baraquements des réfugiés de l'est de la France au début de la Seconde Guerre mondiale, baraquements transformés en camp d'internement pour les combattants allemands au moment de la Libération en 1945. Le collège comprend de nombreuses classes, un restaurant scolaire, une halle des sports, édifiée en 1976, et un terrain de sport.
Des bus de transport scolaire desservent les écoles et collèges de la commune.

#### Enseignement confessionnel

##### École et collège Notre-Dame de Nazareth
L'école primaire Notre-Dame de Nazareth voit le jour en 1865. Les cours sont alors dispensés au logis de Sorlut, puis, après sa vente en 1875, dans une rue près de l'église (rue traversière). Le bâtiment actuel, établi dans un quartier légèrement excentré, voit le jour en 1878. Son architecture monumentale, qui emprunte des éléments à différents courants stylistiques, est l'œuvre de l'architecte angérien Aimé Bonnet. L'école compte 70 élèves en 1958, 120 en 1960, déterminant la direction à faire construire des préfabriqués.
Le collège, de construction plus récente, comporte quatre classes, une salle de technologie, un laboratoire, une salle d'informatique, un restaurant scolaire et un centre de documentation et d'information (CDI). En 1983, la gestion du groupe scolaire, jusqu'alors confiée à des religieuses, est confiée à des laïcs.

### Santé
Un cabinet médical est implanté dans la commune (médecine généraliste) ainsi qu'un dentiste, un kinésithérapeute et une maison de retraite. Deux pharmacies sont situées en centre-ville. Enfin, depuis le 24 avril 2013, date de sa mise en service officielle, un défibrillateur automatisé externe, accessible à tous gratuitement 24 heures sur 24 et 7 jours sur 7, a été installé près du stade, en centre-ville. Il s'agit d'un don fait à la commune par l'agence locale du Crédit Agricole dans le cadre d'une politique « de projets sociaux, humanitaires et environnementaux ».
Les hôpitaux les plus proches sont le centre hospitalier de Royan, situé à Vaux-sur-Mer, et le centre hospitalier de Saintonge, à Saintes.
La sécurité des biens et des personnes est assurée par une antenne de la gendarmerie nationale, qui fonctionne en binôme avec celle de Gémozac. Un centre de secours des sapeurs pompiers est habilité à intervenir en cas d'urgence.

### Sports
La commune dispose d'un stade d'une capacité de 1800 places (dont 244 assises) où évolue un club de football de niveau régional, l'AS Cozes (Ligue du Centre-Ouest de football). Elle compte également une halle de sport, inaugurée le 16 novembre 1973, un dojo, inauguré le 7 novembre 2015, quatre courts de tennis et un terrain de pétanque. La commune dispose en outre d'une piscine municipale en plein air, construite en 1992. Ouverte du mois de juin au mois de septembre, elle est une des trois piscines municipales de l'agglomération royannaise, avec celles de Royan et de Saujon, qui fonctionnent quant à elles toute l'année.
Un skate-park a été réalisé à proximité de l'ancienne gare de chemin de fer, et un sentier mixte (randonnée/vélo) est en cours d'aménagement dans le quartier du Sorlut, en bordure de la route de Saujon.

### Réseaux techniques

#### Assainissement
La commune dispose d'une station d'épuration, constituant une des cinq unités de traitement des eaux usées de la communauté d'agglomération Royan Atlantique (avec Saint-Palais-sur-Mer, Saint-Georges-de-Didonne, La Tremblade et Les Mathes). Mise en place en 1975, elle a une capacité de 1 400 équivalents habitants, capacité devenue insuffisante au vu de l'accroissement de la population du pays royannais depuis plus de trente ans. De nouvelles infrastructures sont en cours d'aménagement depuis 2010, devant permettre d'atteindre les 3 000 équivalents habitants d'ici fin 2011. Le procédé utilisé sera à boues activées (déshydratation des boues par centrifugation). Une station de lagunage, utilisant les techniques de déseutrophisation, complète ces installations.

#### Éclairage public
Depuis le mois de mars 2013, afin de faire des économies sur le budget municipal, les lampadaires du centre-ville sont éteints entre minuit et 6H30 heures du matin. Cette mesure, voulue par le maire Daniel Hillairet, doit permettre d'économiser 4 000 € par an.

### Médias

#### Télévision
L'émetteur de Niort-Maisonnay permet la réception des 18 chaînes gratuites de la télévision numérique terrestre (TNT) dans l'ensemble de la commune, dont le décrochage local de France 3 Poitou-Charentes. Le 31 mai 2009, cet émetteur de forte puissance a débuté la diffusion d'un nouveau multiplex, permettant la réception des premières émissions de télévision haute définition (HD)

#### Radio
La plupart des radios nationales présentes dans le département peuvent être écoutées dans la commune. Les informations départementales sont relayées par la station de radio publique France Bleu La Rochelle. Les stations de radio locales pouvant être écoutées dans la commune sont principalement Demoiselle FM (généraliste) et Mixx radio (techno, dance et musiques électroniques).

#### Internet haut débit
Un répartiteur téléphonique est implanté sur la commune, et est dégroupé par au moins un opérateur alternatif. Cozes dispose également d'un point Wi-Fi (centre commercial Super U).

#### Presse
La presse locale est représentée par le quotidien Sud Ouest, dont le siège est à Bordeaux.

### Cultes
Cozes appartient au diocèse catholique de La Rochelle et Saintes, lui-même subdivision de la province ecclésiastique de Poitiers depuis 2002 (de la province ecclésiastique de Bordeaux avant cette date) et au doyenné de Royan. La messe est célébrée chaque à 11 heures en l'église Saint-Pierre.

## Économie
La commune de Cozes est un petit pôle économique en marge de l'espace urbain de Royan, servant comme nombre de petites villes de la région (Gémozac, Saint-Genis-de-Saintonge) de relais entre les principales agglomérations du sud du département (Royan, Saintes, Pons). Située dans la zone d'emploi de Royan, elle concentre un grand nombre d'entreprises et de commerces, répartis dans deux secteurs principaux : centre-ville et zone d'activité des Groix. Une soixantaine d'entre eux est adhérent à l'union des commerçants, artisans et professions libérales de Cozes, structure mise en place afin de mettre en valeur le potentiel économique de la ville.

Zone de production du cognac et du pineau.

La petite agglomération est forte d'un supermarché Super U, employant 30 salariés, d'un magasin de matériel électroménager Gitem, d'un magasin de bricolage Weldom (groupe ADEO) ainsi que de commerces de détail, entreprises artisanales et prestataires de services, qui font de Cozes le centre névralgique de son canton, à dominante rurale.
Le tourisme est un secteur en pleine expansion, du fait de la proximité des stations balnéaires de la côte de Beauté (Meschers, dans le canton de Cozes, mais aussi Royan et ses stations satellites : Saint-Georges-de-Didonne, Vaux-sur-Mer, Saint-Palais-sur-Mer). La commune compte un terrain de camping municipal et plusieurs chambres d'hôtes.
L'agriculture reste un secteur important, la commune produisant encore blé, tournesol et maïs. La vigne couvre de nombreuses parcelles, et sert à la production des eaux-de-vie traditionnelles charentaises (Cognac, Pineau des Charentes), étant située dans les « Bons Bois », mais aussi à la confection de vins de pays charentais.

### Emploi
La commune est au cœur d'un bassin d'emploi particulièrement attractif, la zone d'emploi de Royan (issue de la partition de l'ancienne zone d'emploi Saintonge maritime, qui regroupait de nombreuses communes du Pays Rochefortais, du Pays Marennes-Oléron et du Pays Royannais), forte de 27 753 emplois en 2008. La zone d'emploi de Royan est, avec celle de La Rochelle, la plus dynamique de l'ex-région Poitou-Charentes, toutes deux profitant « d'un tissu économique et d'une démographie dynamiques » (Insee). La croissance y est particulièrement soutenue, du fait du développement des activités tertiaires.
La commune abrite une population un peu moins active que la moyenne nationale (41,1 % contre 45,2 %), avec cependant un taux d'activité des 25-59 ans supérieur aux chiffres nationaux (84 % contre 82,2 %). En prenant pour base un taux d'activité des 15-64 ans, les chiffres de l'Insee donnent 68,2 % d'actifs en 2007, un chiffre en léger recul par rapport à 1999 (69,1 %).
Les catégories socio-professionnelles les mieux représentées sont les employés (36,3 %), suivis des ouvriers (28,6 %), des professions intermédiaires (15,9 %), des artisans, commerçants et chefs d'entreprise (11 %) et des cadres et professions intellectuelles (5,5 %). Les agriculteurs/viticulteurs représentent 2,7 % de la population active, soit un peu plus que la moyenne nationale, estimée à 2,4 %. Les actifs forment la principale composante de la population (41,1 %), suivis par les retraités (25,8 %) et les jeunes scolarisés et les étudiants (18,1 %).
Le taux de chômage était supérieur aux chiffres nationaux en 1999 (14,1 % contre 12,9 %), touchant alors 106 personnes. Il s'élève à 11,2 % en 2007, touchant désormais 87 personnes. La part des femmes parmi les chômeurs était importante en 1999 (61,3 %), et reste toujours préoccupante en 2007 (51,7 %), malgré une décrue assez sensible.
La ville abrite un des quatre « CR2i » (centre de ressources et d’informations intercommunal) de l'agglomération royannaise (avec ceux de Royan, Saujon et La Tremblade). Fonctionnant en partenariat avec la maison de l'emploi du Pays Royannais, le pôle emploi de Royan, la maison des saisonniers et la mission locale du Pays Royannais, il permet de consulter des offres d'emploi, de bénéficier d'aide pour certaines démarches (rédaction de CV, préparation d'entretiens d'embauche) et de participer à des réunions d'information collective.

### Immobilier
De façon globale, la population de la commune a des revenus légèrement inférieurs aux estimations nationales : la moyenne des revenus par an et par ménage y est de 13 118 € (moyenne nationale : 15 027 € / an et par ménage).
Le taux de personnes propriétaires de leur logement est supérieur à la moyenne nationale, soit 67,8 % (moyenne nationale : 55,3 %) ; parallèlement, 27,4 % des habitants de la commune sont locataires (moyenne nationale : 39,8 %) et 4,8 % logés gratuitement (moyenne nationale : 4,9 %).
Le parc immobilier de la commune est constitué de 922 logements. Ceux-ci sont presque exclusivement des résidences principales (85,2 %), le reste étant partagé entre résidences secondaires (10,6 %) et logements vacants (4,1 %). La grande majorité des logements sont des maisons individuelles, lesquelles représentent 90,6 % du parc immobilier (moyenne nationale : 55,3 %) ; le reste se répartissant entre appartements (7,3 %) et logements alternatifs (2,2 %). L'habitat est composé de demeures assez vastes, principalement des 5 pièces ou plus, qui constituent 35,1 % du parc immobilier de la commune (moyenne nationale : 31,5 %); suivent les 4 pièces (31,7 %), les 3 pièces (22,9 %), les 2 pièces (7,9 %) et les studios (2,4 %).

## Culture locale et patrimoine

### Lieux et monuments

#### Vieilles Halles

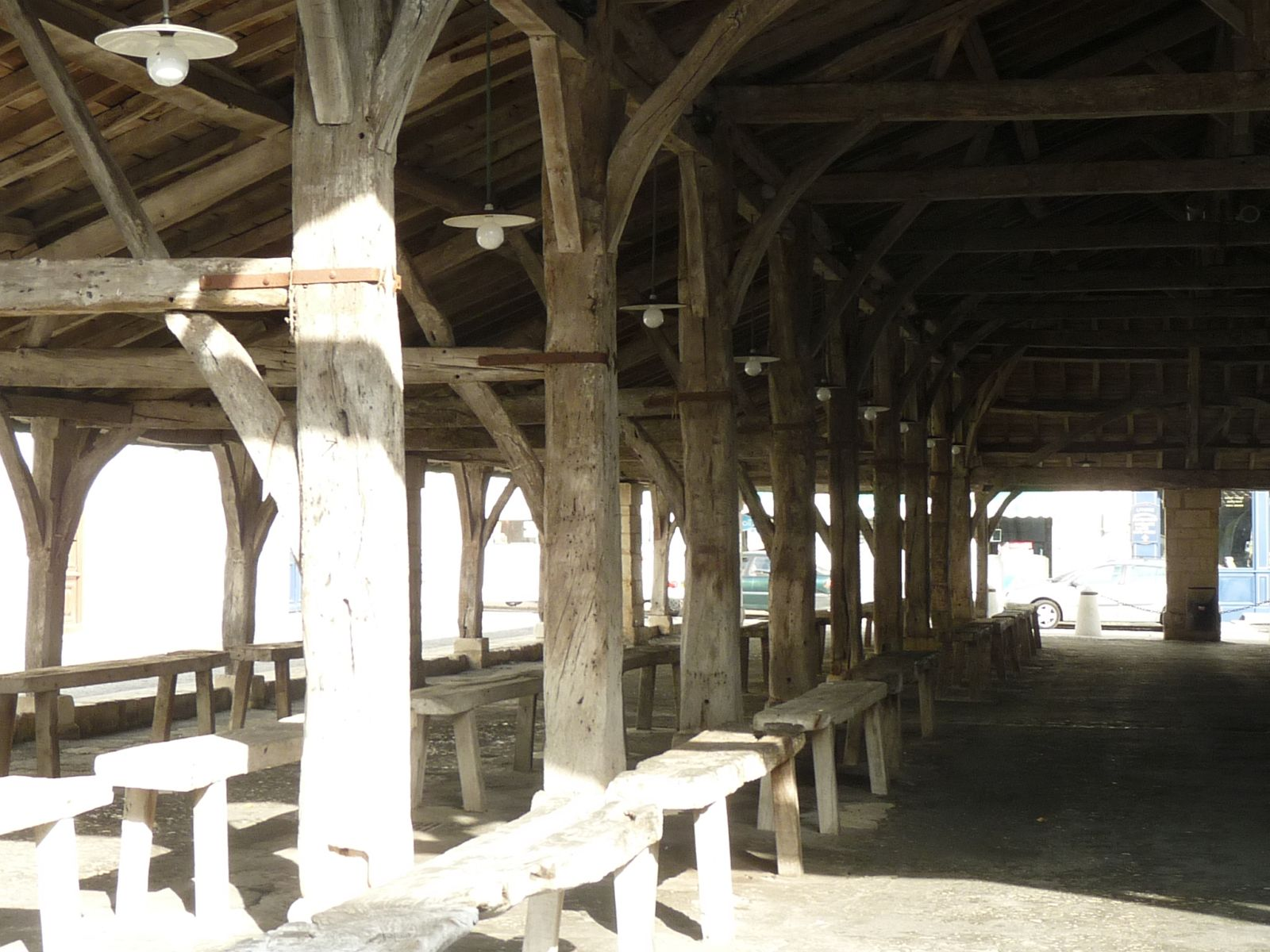
Les halles de Cozes.

Les halles actuelles datent en partie du XVIIIe siècle, mais ont gardé des piliers en bois du XVe siècle sur une assise du XIVe siècle. La charpente, refaite aux XVIIe et XVIIIe siècles, conserve de nombreux éléments de réemploi (en témoignent un nombre considérable de mortaises inemployées). La structure se divise en trois vaisseaux, et est portée par une série de poteaux en bois de chêne et de piles en pierre de taille.
Les halles appartenaient aux notables de la ville, au seigneur ou au prieur. Ceux qui voulaient y vendre leurs produits devaient payer un droit de « plaçage ». Après la disparition des droits seigneuriaux, les halles devinrent propriété collective des commerçants.
La municipalité de Cozes entame des démarches en vue de racheter les halles dès 1810, l'acte étant entériné le 26 février 1815. En 1820, une ordonnance du roi autorise la municipalité à racheter la totalité des emplacements, pour le montant de dix fois le loyer annuel.
Les halles sont inscrites à l'inventaire supplémentaire des monuments historiques depuis le 15 septembre 1938.

#### Église Saint-Pierre

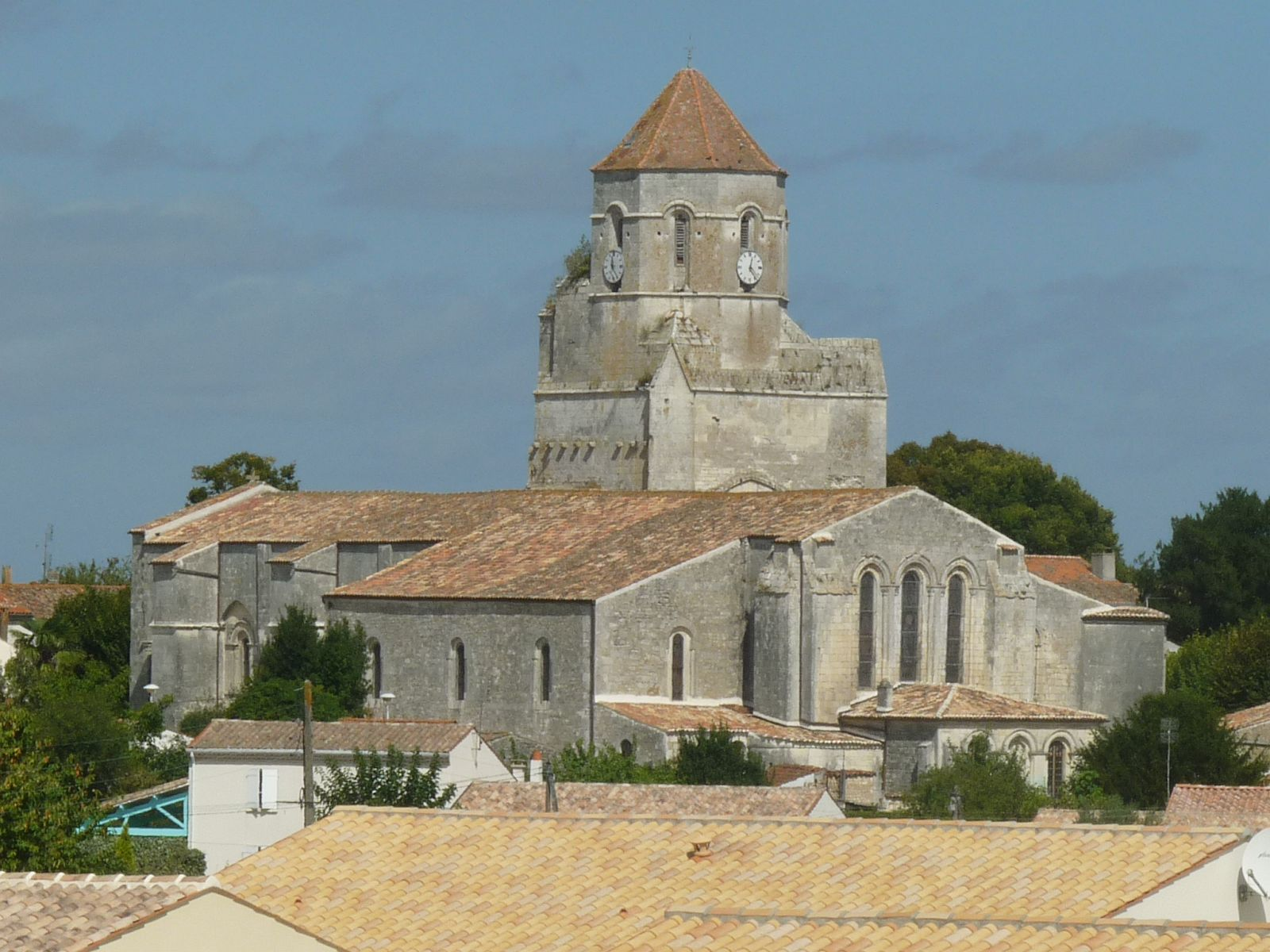
L'église Saint-Pierre de Cozes (XIIIe siècle).

Ce vaste édifice est à l'origine une possession de l'abbaye augustinienne Saint-Étienne de Mortagne (aujourd'hui disparue). Construite à partir du XIIIe siècle, l'église actuelle se voit adjoindre un chevet plat percé d'un triplet au siècle suivant.
Les voûtes de la nef s'effondrent en 1756, et sont refaites à l'économie au XIXe siècle. Les cinq travées de la nef sont couvertes d'un plafond en anse de panier très simple, tandis que les chapelles latérales, de part et d'autre du chœur, sont couvertes de voûtes d'arêtes. L'église a conservé des chapiteaux à motifs végétaux ou historiés du XIIIe siècle, et une partie de son ornementation extérieure (cordons, frise, colonnettes, et une allusion à la fable d'Ésope, « Le renard et la cigogne »). La façade contraste nettement avec le reste de l'édifice. D'inspiration néo-classique, avec son fronton triangulaire, elle a été refaite au XIXe siècle.
Le mobilier comprend des éléments de toutes les époques. L'église conserve néanmoins une chaire du XVIIIe siècle. Assemblée par un ébéniste de Burie, elle était destinée à l'église Sainte-Colombe de Saintes. Elle fut vendue ultérieurement au curé de Cozes. En 2000, les vitraux ont été restaurés. Une rampe d'accès fut installée pour les handicapés.
Jusqu'à l'hiver 1862-1863, l'église était entourée d'un cimetière. Il fut déplacé à la Grande Herbaude, et la place qui entourait l'église fut alors aplanie et plantée d'arbre.
L'église Saint-Pierre est classée monuments historique depuis 1928.

##### Le clocher et ses cloches
Le clocher, posé sur une puissante souche carrée, se prolonge par un étage octogonal, édifié au XVe siècle. À cette époque, il abritait sept cloches. Comme dans nombre de paroisses de la région, les cloches de Cozes furent descendues et emportées au château de Royan en 1548, afin de punir les habitants d'avoir sonné le tocsin de la révolte lors de la jacquerie des Pitauds.
Le clocher abrite une sonnerie de 5 cloches de volée, coulées en 1877 par la fonderie GUILLAUME de Angers.
- Claire-Louise : Fa 3 - 950 kilos environ
- Marie-Thérèse : La 3 - 450 kilos environ
- Marie-Louise : Do 4 - 250 kilos environ
- Louise-Georgette : Fa 4 - 100 kilos environ
- Marie-Madelaine : La 4 - 50 kilos environ

Cette sonnerie est exceptionnelle à plusieurs titres. Les sonneries composées de 5 cloches sont très rares dans le département de la Charente-Maritime, on ne compte moins de cinq. À partir de 4 cloches, il est rare que les cloches aient été fondues simultanément. Bien souvent, au fil du temps, une cloche est refondue, une autre est ajoutée et, souvent, chaque cloche n'est pas issue de la même fonderie. A Cozes, les 5 cloches ont été fondues ensemble (en 1877) par un seul et même fondeur. C'est l'unique cas en Charente-Maritime. Ces cloches ayant été fondues en même temps, cela garantit une même homogénéité du métal et donc un bien meilleur résultat sonore lorsque les 5 cloches carillonnent ensemble. Elles forment l'accord parfait de Fa Majeur.

#### Temple protestant

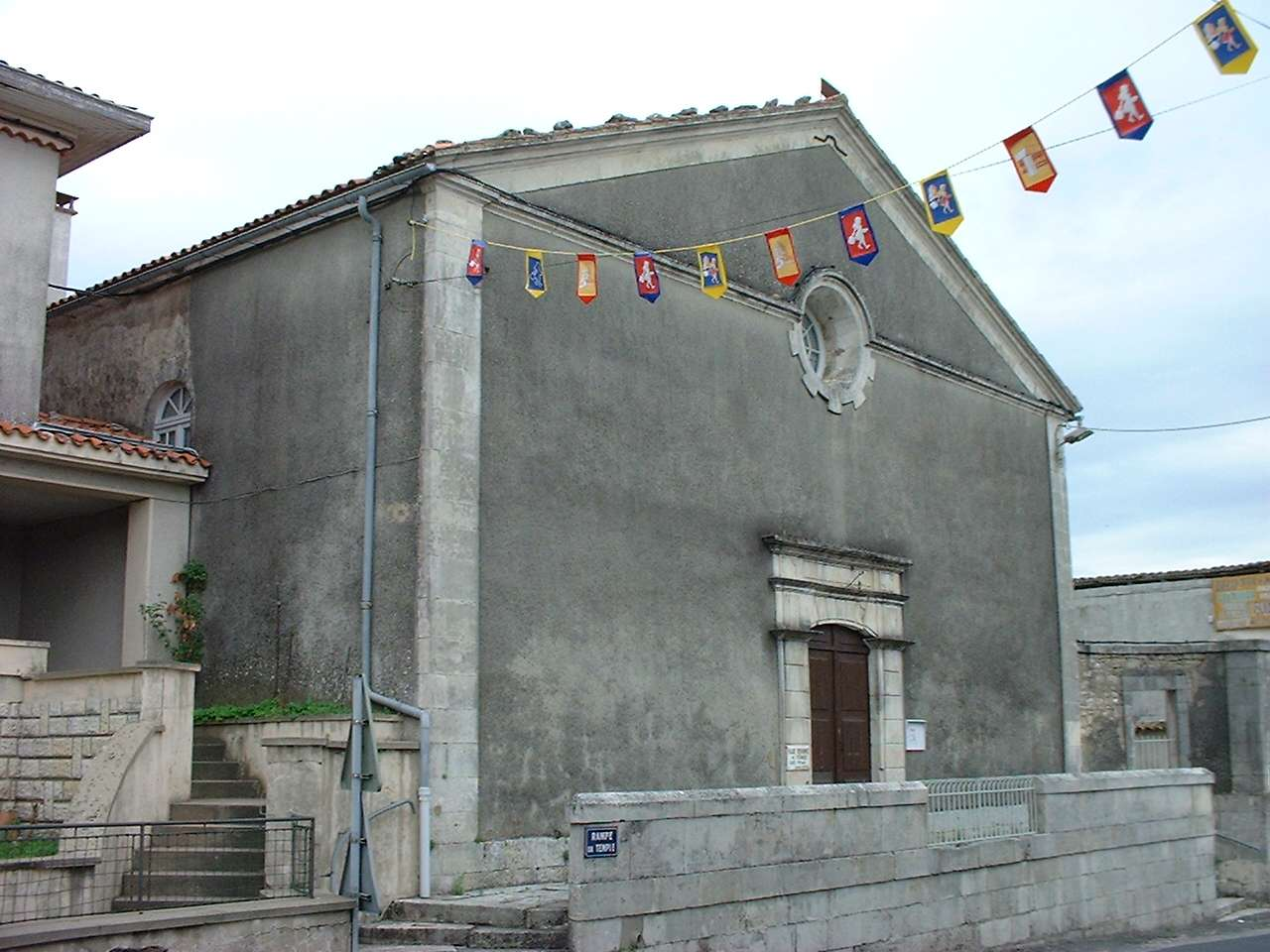
Le Temple de Cozes.

La communauté protestante se dote d'un premier temple aux alentours de 1560. Ce dernier reste en fonction jusqu'à la fin du XVIIe siècle, où la promulgation de l'édit de Fontainebleau (révocation de l'édit de Nantes) entraîne sa destruction sur décision de justice. Un nouveau temple est bâti dans la deuxième moitié du XVIIIe siècle près du lieu-dit Font-Rolland, à bonne distance du bourg. Cependant, il ne tarde pas à présenter des signes de faiblesse, et dès 1817, les diacres décident de l'érection d'un nouveau bâtiment (celui qui existe actuellement). Les travaux sont confiés à l'architecte-entrepreneur Jean Bloteau, qui achève le chantier en 1821. Il s'agit d'un des plus anciens temples de Poitou-Charentes, et fait l’objet d’un classement au titre des monuments historiques depuis le 21 septembre 1998..
Cet édifice aux formes simples et aux lignes épurées s'inspire, comme tant d'autres dans la région, du néoclassicisme (façade à fronton triangulaire à oculus, porte à entablement mouluré et sculpté, encadrée de pilastres doriques). Le bâtiment forme un vaste rectangle de 17,5 mètres de long sur 14 mètres de large, dépourvu de toute ornementation extérieure, en dépit de quelques concessions dans le traitement de la façade. Une série de baies en plein cintre (groupées par trois pour les murs latéraux, par deux au niveau du chevet) assurent un éclairage optimal. Des tribunes courent sur trois côtés du temple, portant la capacité du temple à 415 places. Cette structure est portée par une série de colonnes dotées de chapiteaux en stuc, d'ordre toscan au niveau inférieur, ionique au niveau supérieur.
Le mobilier est d'origine (XIXe siècle) : il consiste principalement en une chaire monumentale, une table de communion et un pupitre de chantre.

#### Logis de Sorlut
Sa construction commença au XVIe siècle. En 1610, le logis appartenait au baron de Cozes : Louis de Belcier. Sa fille Jeanne, devenue Ursuline sous le nom de sœur Jeanne des Anges, sera mêlée à l'affaire des démons de Loudun. Le logis appartenait en 1641 à François de La Rochefoucauld.
Au début du XVIIIe siècle, la seigneurie est achetée par un négociant de Marennes, François Decourt ; la famille revendra le bien en 1765 à Hyacinthe Joseph de Lange, qui le laissera ensuite à son fils, le marquis de Lange-Comnène. Entre 1865 et 1878, les religieuses de « la Sainte Famille » le louent pour y installer une école privée le temps de la construction du couvent.
Racheté par la commune le 9 janvier 1981, il a été réhabilité. Une grande salle d'animation fut réalisée en 1985.
Aujourd'hui, c'est un complexe abritant la piscine municipale, une salle des fêtes, ainsi que des salles d'expositions. Un bâtiment est également utilisé par le camping. Il ne reste plus de l'époque seigneuriale qu'un grand escalier avec ses balustres restaurées.

#### Aux environs
Au cœur de la champagne saintongeaise, la ville de Cozes bénéficie d’une situation qui la place à peu de distance de plusieurs sites remarquables d’un point de vue historique, géographique ou touristique. Située un peu en marge de la côte de Beauté, Cozes n’est distante que d’une dizaine de kilomètres de Meschers-sur-Gironde, station balnéaire réputée pour ses sites naturels préservés (falaises, grottes de Matata et de Régulus ou encore pointe de Suzac, à la végétation méditerranéenne) et d’une quinzaine de kilomètres de Saint-Georges-de-Didonne, banlieue résidentielle et touristique nichée dans la pinède (forêt de Suzac) dotée de la plus grande plage intra-muros du département. Royan, principale agglomération des environs et station balnéaire et familiale d’envergure internationale, classée « Ville d’art et d’Histoire » pour son architecture moderniste inspirée du tropicalisme, se situe dans son prolongement direct.

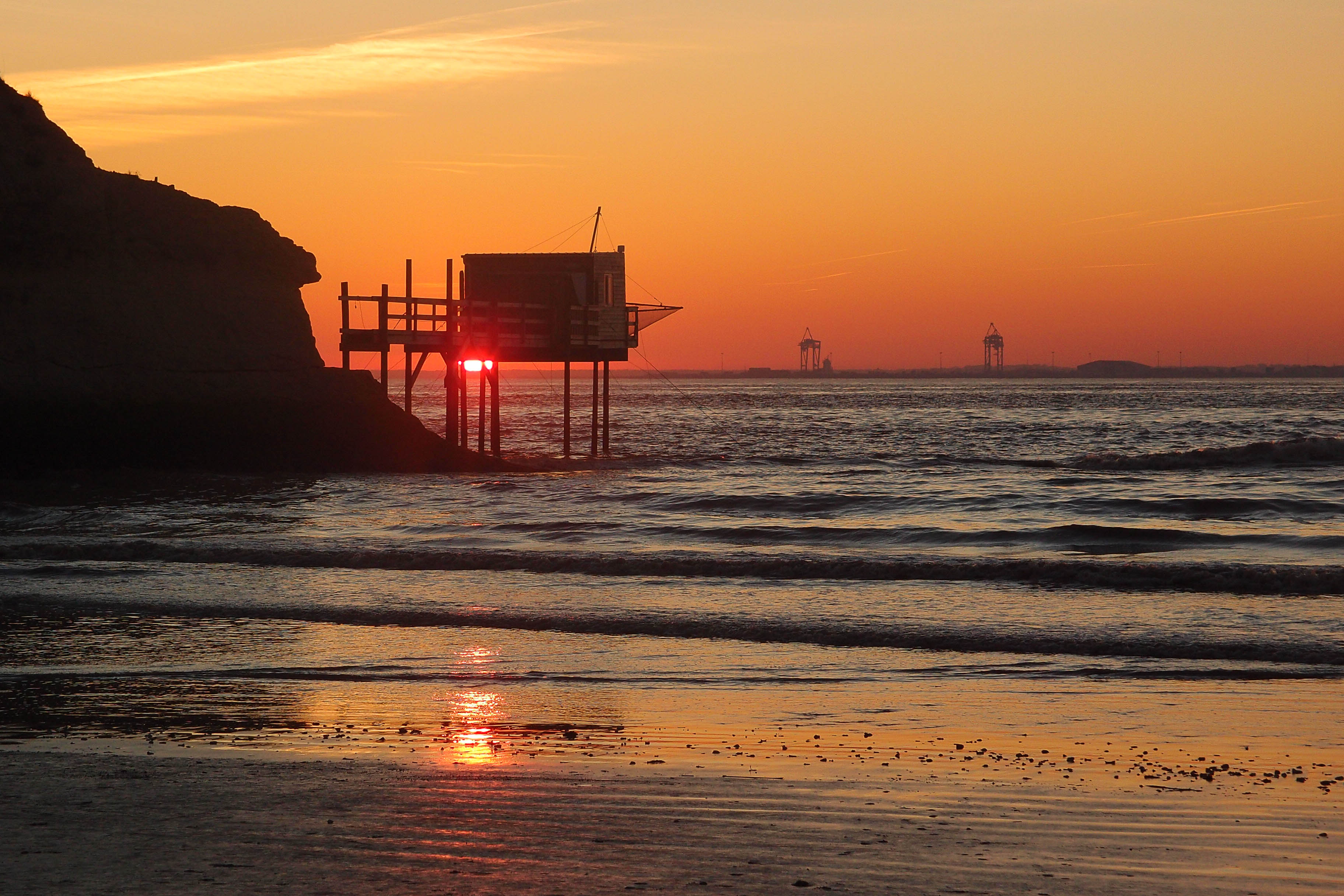
Coucher de soleil sur une plage de Meschers-sur-Gironde, à une dizaine de kilomètres de Cozes.

Au sud de Cozes, la corniche girondine présente un aspect plus sauvage, où falaises et marais alternent et se succèdent jusqu’au confins du Bordelais. Par delà le village d’Arces et son église romane construite sur une petite éminence, la bastide de Talmont-sur-Gironde se situe à huit kilomètres. Campée sur un promontoire rocheux dominant l’estuaire de la Gironde, elle est célèbre pour son église romane Sainte-Radegonde, ses ruelles fleuries de roses trémières et ses maisons basses, et appartient aux « Plus beaux villages de France ». Un peu plus loin, Saint-Seurin-d'Uzet est un petit port de pêche célèbre pour son caviar, et Mortagne-sur-Gironde, une petite cité entourée de falaises et dotée d’un port et d’un ermitage monolithe remontant à l’Antiquité.
Dans l’intérieur des terres, Saujon est une ville thermale et un port de pêche (port de Ribérou) aux portes du bassin de Marennes-Oléron, Gémozac une cité viticole et Pons, une cité médiévale organisée autour de son ancien château (dont il subsiste un donjon de trente mètres de haut et une chapelle) commandant un site dominant la vallée de la Seugne. Cette ville garde également plusieurs églises et un hôpital des pèlerins classé au patrimoine mondial de l’humanité par l’Unesco.

### Langue saintongeaise

Aire linguistique du saintongeais.

La commune est située dans l'aire linguistique du saintongeais, un dialecte faisant partie de la famille des langues d’oïl, branche des langues romanes, qui comprend également le français, l’angevin le picard et le poitevin avec lequel il est souvent regroupé dans un domaine plus vaste, le poitevin-saintongeais.
Le saintongeais (saintonjhais) est la langue vernaculaire parlée en Saintonge ainsi que dans une partie de l'Aunis, de l'Angoumois, mais aussi dans quelques enclaves de Guyenne (Pays Gabay ou Grande Gavacherie, Petite Gavacherie autour de Monségur dans l'Entre-deux-Mers et enclave du Verdon, en Médoc). On l’appelle parfois aussi le charentais ou encore le patois charentais. Les locuteurs sont dits patoisants.
Le saintongeais a fortement influencé l’acadien et en conséquence, par ricochet, le cadien ; quant au québécois, il a été influencé par les parlers tels que le normand, le francien et le saintongeais.
La langue saintongeaise présente de nombreux traits communs avec des langues telles que le cadien ou l'acadien, ce qui s'explique par les origines saintongeaises d'une partie des émigrants vers la Nouvelle-France au XVIIe siècle.

### Personnalités liées à la commune
- Jeanne de Belcier (1602-1665), également connue sous le nom de sœur Jeanne des Anges, née à Cozes, religieuse ursuline française, restée célèbre pour avoir été, en 1632, la protagoniste principale de l'affaire des possédées de Loudun, qui conduisit au bûcher le prêtre Urbain Grandier, après un procès en sorcellerie instruit à la demande du cardinal de Richelieu.
- Étienne Amateur Hervé, homme politique né le 18 juillet 1796 à Cozes (Charente-Maritime) et décédé le 22 juin 1876 à Paris.
- Amédée Delaunay (1881-1942), médecin et homme politique. Conseiller municipal de la ville (1919) puis maire (1925), il est ensuite élu député de la Charente-Inférieure (1938).

### Héraldique
| Blason | Blasonnement : Écartelé : au 1er d'azur à la bande ondée d'argent accompagnée d'une étoile d'or en chef, au 2e de sinople à la gerbe de blé liée d'or, au 3e de gueules à la grappe de raisin tigée et feuillée d'argent, au 4e d'argent à la croix d'azur chargée de quatre coquilles d'or et de quatre besants du même en cœur, ordonnés en losange, sur le tout fascé d'or et de sable. Commentaires : Ce blason fut créé en 1991. |

## Pour approfondir